# 新士幌臨時乘降場

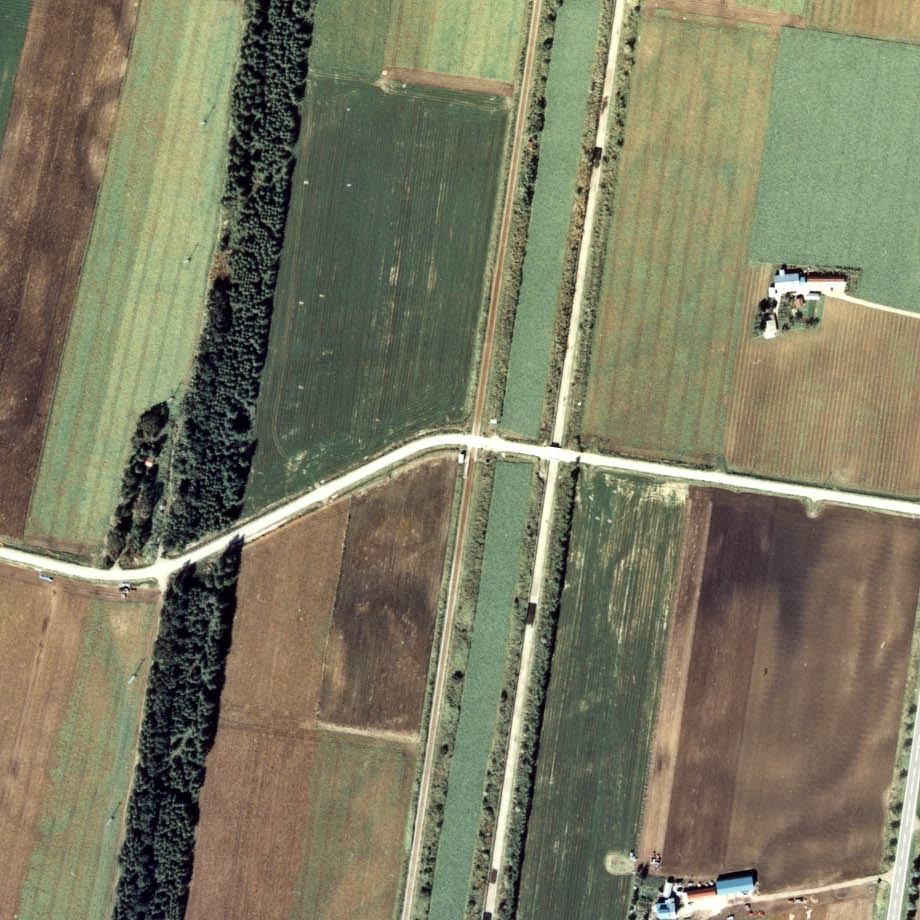
1977年的新士幌臨時乘降場與方圓約500米範圍。上方是士幌方向。靠近士幌一方設有十九號道的平交道和候車室。周邊較少民居，較多農田。

新士幌臨時乘降場（日语：／ Shin-Shihoro karijōkō-ba */?）是位於北海道河東郡士幌町字中士幌，日本國有鐵道（國鐵）的士幌線臨時乘降場（廢站）。

## 歷史
此站沒有收錄在弘濟出版社發行的道內時間表。在種村直樹《鈍行列車の旅》（日本交通公社發行，1984年改訂第4版）中指出，此站是「道內時間表不存在的站」。在該書記述，截至1979年8月的停車班次中，只有下行2班和上行1班。
- 1966年（昭和41年）10月1日 - 士幌線開設此臨時乘降場，中士幌站至士幌站之間開通。
- 1987年（昭和62年）3月23日 - 士幌線全線廢除，此站也廢除[1]。

## 車站構造
截至車站廢除前，此站是地面車站，設有1面1線的單式月台。月台位於站內西邊（士幌方向的列車會開啟左邊車門）。月台比較短。

## 車站周邊
- 國道241號（日语：国道241号）
- 十勝巴士（日语：十勝バス）、北海道拓殖巴士（日语：北海道拓殖バス）「中士幌19號」巴士站

## 相鄰車站
日本國有鐵道
士幌線
中士幌－新士幌臨時乘降場－士幌

## 注腳
1. ↑  停車場変遷大事典 国鉄・JR編 Ⅱ JTB 1998年10月發行